# Делла Валле, Пьетро
Пье́тро Де́лла Ва́лле (итал. Pietro Della Valle, латынь. Petrus a Valle, 11 апреля 1586 — 21 апреля 1652) — итальянский аристократ, путешественник, литератор, музыкант-любитель, дипломат. В ходе своего двенадцатилетнего путешествия по Азии посетил Османскую империю (Стамбул, Ионические острова, Египет, Палестину), Персию и Индию. Жюль Верн назвал его «первым туристом», поскольку, обладая больши́м состоянием, он путешествовал не для заработка или по делам, а для удовлетворения собственного любопытства. Описывал всё увиденное в дневниках и письмах, опубликованных впоследствии. Перевёл на персидский и итальянский языки с латыни трактат о движении небесных тел. Благодаря интуиции ему удалось понять важность клинописи. Пьетро догадался, что это — не узор, а текст. Скопированные им знаки были первой клинописной надписью, привезённой в Европу. В Багдаде Пьетро женился на Ситти Маани Джоерида (Sitti Maani Gioerida), дочери христиан-несторианцев: ассирийца и армянки, в доме которых жило несколько длинношерстных кошек, которых Пьетро привёз в Европу. Это были первые длинношерстные кошки, попавшие в Европу. Пьетро делла Валле купил и привёз в Рим портреты, названные впоследствии Фаюмскими. Собирал и разыскивал редкие книги, свитки, манускрипты и первым привёз в Европу Самаритянское Пятикнижие. Из Египта он привёз в Рим две мумии, которые хранятся теперь в Дрезденском музее. Труды Пьетро делла Валле дают неоценимые сведения о быте и нравах посещённых им мест, а также о важных событиях, которым он стал свидетелем. Он был членом Академии Умористи и Академии деи Линчеи.

## Биография

### Жизнь до путешествия
Пьетро Делла Валле родился в Риме 2 апреля 1586 года в богатой и знатной семье. Он был широкообразованным человеком, знал латинский и греческий языки, античную и христианскую мифологию, географию, астрономию и историю. Сочинял стихи, играл на различных музыкальных инструментах и даже написал трактат «Беседа о музыке нашего времени». В молодости он увлекался и литературой, и оружием. В 1611 году Пьетро участвовал в экспедиции испанского флота против пиратов у берегов Туниса. Он остался цел и невредим в том бою, но пострадал от другой «раны»: любимую им девушку выдали замуж за другого. Пьетро был в отчаянии и даже подумывал о самоубийстве, но его друг Марио Скипано, профессор медицины в Неаполе, предложил ему отправиться в путешествие на Восток. Перед отъездом из Неаполя Пьетро принял обет совершить паломничество в Святую Землю. Поскольку он был знатным и состоятельным человеком, то отправился в путешествие со свитой из девяти человек и имел ряд преимуществ согласно своему рангу (как неофициальный посол Ватикана). Марио Скипана был собирателем книг, поэтому Пьетро пообещал ему находить и покупать редкие манускрипты, а также посылать письма с описаниями увиденного.

### Османская империя

#### Острова и Стамбул
Пьетро делла Валле покинул Венецию 8 июня 1614 года на борту галеона «Гран делфино». Судно было переполнено, возникли болезни. Как писал Пьетро, «каждый день заболевало по двадцать, а то и по тридцать человек сразу, смерть не замедляла хватать свою жертвенную десятину». Первая остановка в пути была на острове Корфу, который Пьетро охарактеризовал как «небольшой и невзрачный». Затем корабль добрался до Стамбула, где Пьетро пробыл более года. В столице Османской империи он описал не только памятники, но и события, начиная с праздника ураза-байрам, отмечающего конец Рамадана. Описал он и военный парад, когда султан Ахмед I и его войска выступили против шаха Аббаса. Для лучшего понимания того, что ему предстоит увидеть в своих путешествиях, Пьетро изучал в Стамбуле турецкий (османский), арабский и персидский языки, а в академических целях — иврит. Из его стамбульских писем интересен отрывок о семье султана. В письме от 25 октября 1615 года Пьетро сообщил, что к этому моменту мать старшего сына султана Ахмеда, Османа, была мертва. Он писал о происхождении любимой наложницы султана, Кёсем-султан: «Это была дочь, если я понял правильно, греческого священника из далёкой страны или города примерно за двести миль от Константинополя».

#### Египет

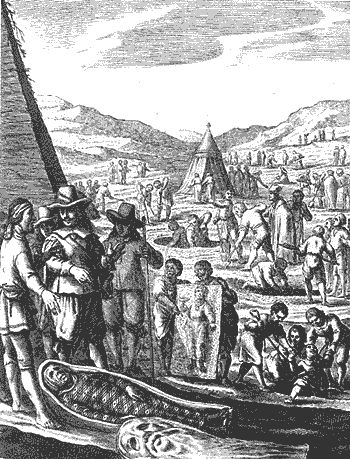
Пьетро находит мумии (в представлении художника XVII века)

Мумии, привезённые Пьетро делла Валле в каталоге коллекции Августа Сильного

В Стамбуле Пьетро оставался до 25 сентября 1615 года, затем он отправился морем в Александрию, а потом в Каир. В письме из Каира от 25 января 1616 года он рассказал о своих впечатлениях, отмечая красоту мамлюкской архитектуры, и особенно хвалил захоронения в городе мёртвых. Он побывал и у пирамид в Гизе, где исследовал внутренние проходы Великой Пирамиды, и в Файюмском оазисе. Пьетро очень хотел приобрести неповреждённую мумию и привезти её в Италию. Подходящий экземпляр было нелегко найти, поскольку мумии часто грабили ради драгоценностей, а затем размалывали в порошок, который считался лекарственным. Пьетро интересовался, где и как были выкопаны мумии и даже сам спускался в ямы. Согласно описанию он купил три мумии: девушки, молодого мужчины и ребёнка. В течение многих лет своих странствий Пьетро возил их с собой и привёз в Рим. Это были первые мумии с портретами, попавшие в Европу. Из Каира Пьетро делла Валле отправился на Синайский полуостров, где посетил Монастырь Святой Екатерины и описал и сам монастырь, и его окрестности (гора Хорив, на которой Моисей получил десять заповедей). В монастыре монахи показали ему мощи святой, открыв мраморный саркофаг.

#### Левант
В Иерусалим Пьетро прибыл к Пасхе 1616 года. Молитва в Храме Гроба Господня, как он сам писал, освободила его от болезненных любовных чувств. Будучи от природы любопытен, он пошёл туда 9 апреля, в день православной Пасхи, чтобы самому наблюдать и описать схождение Благодатного огня. Он отметил, что «турки и арабы страны, кажется, хорошо знают, что огонь не чудотворный, и смеются вместе с франками». После посещения святых мест Пьетро направился в Дамаск и в Алеппо. В Сирии ему удалось купить редкие рукописные тексты (как выяснилось, написанные примерно в 1345 году), известные сейчас как Самаритянское Пятикнижие, и до того времени неизвестное в Европе. Манускрипты Пьетро сейчас называют «кодекс В». Они были изучены и использованы при издании Парижской Полиглотты. Находятся эти рукописи в собрании Национальной библиотеки Франции.
В Алеппо Пьетро услышал о прекрасной местной девушке, Ситти Маани, живущей в Багдаде, и, желая её увидеть, он отправился туда. По прибытии Пьетро в Багдад произошла крупная неприятность: один из его итальянских слуг убил другого в глупой ссоре из-за старшинства. Делла Валле подробно описал, какие меры ему пришлось предпринимать, чтобы всех домочадцев не арестовали. С другой стороны, прибытие в Багдад принесло Пьетро и радость: он познакомился с Ситти Маани и женился на ней в декабре 1616 года. Ситти Маани была из семьи несториан — мать её была армянкой. Пьетро был одним из первых европейцев, посетивших древний Вавилон, он составил карту и описания этого места.
| Маршруты путешествий Пьетро делла Валле |                      |                      |
|                                         |                      |                      |
| Путешествие в Левант                    | Путешествие в Персию | Путешествие в Персию |

### Персия
Делла Валле покинул Багдад 4 января 1617 года, проехал через Курдистан и достиг Исфахана, столицы Сефевидской Персии, в феврале. В это время Шах Аббас находился на севере, и Делла Валле пришлось прождать почти год в столице, прежде чем он решился ехать к шаху. В Фаражабаде в феврале 1618 года Пьетро получил аудиенцию у шаха и далее сопровождал его в путешествиях по Персии. Встречи и беседы с шахом дали Пьетро много полезной информации. В это время шах Аббас готовил поход против осман и крымских татар. Ещё в 1617 году крымские татары устроили набеги на Ганджу и Джульфу, а затем вместе с османской армией во главе с Халилем-пашой подошли к Тебризу. Халиль-паша захватил Тебриз и двинулся на Ардебиль, старую столицу Сефевидского государства, но попал в засаду войск шаха Аббаса и потерял пятнадцать тысяч человек. В Казвине 14 ноября 1618 года шах Аббас встречался с иностранными послами, празднуя свою победу. Церемония была торжественной и великолепной. Подарки, привезённые послами, были выставлены на площади. Пьетро был зачарован зверинцем, подаренным индийским послом. На мероприятии присутствовал пожилой испанский посол Дон Гарсиа да Силва и Фигероа. Он тоже оставил записи об этом событии (De rebus Persarum epistola и Totius legationis suae et Indicarum rerum Persidisque commentarii). После празднования победы в Казвине шах Аббас был готов вернуться на зиму в Фаражабад и Ашраф, но Делла Валле уже не сопровождал его, а вернулся в Исфахан из-за болезни.
Пьетро оставался в Исфахане с декабря 1618 года по октябрь 1621 года. Выздоровев, он сразу решил вернуться в Европу через Индию, поскольку не рисковал ехать через Османскую империю. В октябре 1621 года он оставил Исфахан, посетил Персеполь и Шираз и направился к побережью Персидского залива, но персидская и английская блокада португальцев в Ормузе не позволили ему отправиться в плавание. С его женой ехала сирота из благородной кахетинской семьи, Мариучча — Тинатин Дзиба (или ди Дзиба, как писали в Италии). В Персеполе Пьетро скопировал и позже опубликовал клинописные надписи, первые из увиденных европейцами. Расшифровать их он не смог, но правильно предположил, что читать их надо слева направо. Во время ожидания в Минабе беременная Маани заболела лихорадкой. Ребёнок родился мёртвым, а вскоре умерла и Маани. Это произошло 30 декабря 1622 года.
Пьетро велел забальзамировать её тело (оно было захоронено только через пять лет, когда Пьетро вернулся в Рим), чтобы взять его с собой. Серьёзной проблемой было его собственное здоровье, так как и он заразился лихорадкой. В полубессознательном состоянии Пьетро был доставлен в Лар, где медленно восстанавливал своё здоровье. В Ларе его лечил доктор по имени Абул-Фат. Лар был известен как научный центр, и Абул-Фат ввёл Пьетро в свой интеллектуальный кружок, в котором было несколько математиков и астрономов. Один из них, Зайн аль-Дин, интересовался научными достижениями в Европе и даже хотел изучать латынь, чтобы иметь доступ к последним исследованиям. Делла Валле пригласил его в Италию и пообещал прислать ему книги по возвращении. Ещё раз посетив Шираз, Пьетро отплыл в январе 1623 года в Сурат на корабле Английской Ост-Индской компании Whale. Гроб с телом Маани был скрыт под одеждой на дне большого сундука.

### Индия
Прошло ещё более трёх лет, прежде чем Пьетро удалось вернуться в Европу. С апреля 1623 по ноябрь 1624 года он задержался в Гоа. Гоа был столицей португальских владений в Индии, в нём проживало около двухсот тысяч человек и около тысячи судов ежегодно швартовались в его порту. Во времена парусного судоходства путешествие из Лиссабона в Гоа занимало шесть месяцев, а для продолжения путешествия в Макао необходимо было остановиться в Гоа ещё на шесть месяцев, ожидая, пока ветер не станет благоприятным. Все направлявшиеся на Дальний Восток из Европы (или обратно), таким образом, задерживались в Гоа. В городе было 38 монастырей, 31 церковь, 26 больших и более 40 малых часовен. Это был период расцвета города, «кто видел Гоа, тому не надо видеть Лиссабон» (Quem viu Goa, excusa de ver Lisboa) — говорили в то время. В шестнадцатом веке многие иезуиты (как и мореплаватели), обученные математике, географии и астрономии, распространяли научные достижения через свои миссии по всему миру. В Гоа центром науки и обучения был Римский колледж (Collegium Romanum), основанный в 1551 году. Происходили собрания, на которых присутствовало много образованных, учёных, людей, интересовавших Пьетро. Там он встретил знакомых ещё по Риму, в частности, большого друга своего дяди, падре Александро Лени. Так же Пьетро познакомился с иезуитом Кристофоро Борро, математиком и астрономом из Милана.
Падре Борро остановился в Гоа по пути из Макао в Европу и пробыл до февраля 1624 года. Пьетро уговорил Борро написать трактат о гелиоцентрической космологии датского астронома Тихо Браге, считавшегося в Европе величайшим астрономом века. Этот трактат Пьетро перевёл на персидский язык для Зайн-ад-Дина, что было непросто. Не зная точных технических терминов на арабском и персидском языках, он добавил латинские, и посоветовал Зайн-эд-Дину найти кого-нибудь (Лар был известен как центр обучения), кто мог бы помочь улучшить его перевод. Позже, уже в Риме, Пьетро перевёл книгу Борро на итальянский язык. «Возвращаясь в Европу через Индию, встретил господина Пьетро Делла Валле, с которым мы интересно общались об этом учении [Движение небес]; он затем передал это учёным Персии, Армении, Аравии» — так написал позже Кристофоро Борро.
Помимо космологии Борри и Пьетро делла Валле беседовали о проблеме вычисления долготы, очень актуальной в то время. Пьетро в своих письмах писал, что Борри занимался морскими исследованиями, пытаясь решить чрезвычайную трудность вычисления долготы с морского положения с помощью солнечных часов, а затем, используя склонение магнитной стрелки. Обсуждали они и кометы. Пьетро наблюдал 21 ноября 1618 года комету в Исфахане. Всего в том году было три кометы, которые наблюдал отец Кирвитцер в Гоа и оставил о них записи (телескоп был только изобретён, а отцы-иезуиты следили за новинками и изобретениями).
Пьетро был представлен королю Венкатаппе Наяка (Hiriya Venkatблюдалappa Nayaka[прояснить]) из Келади, Южная Индия) губернатором этих территорий.

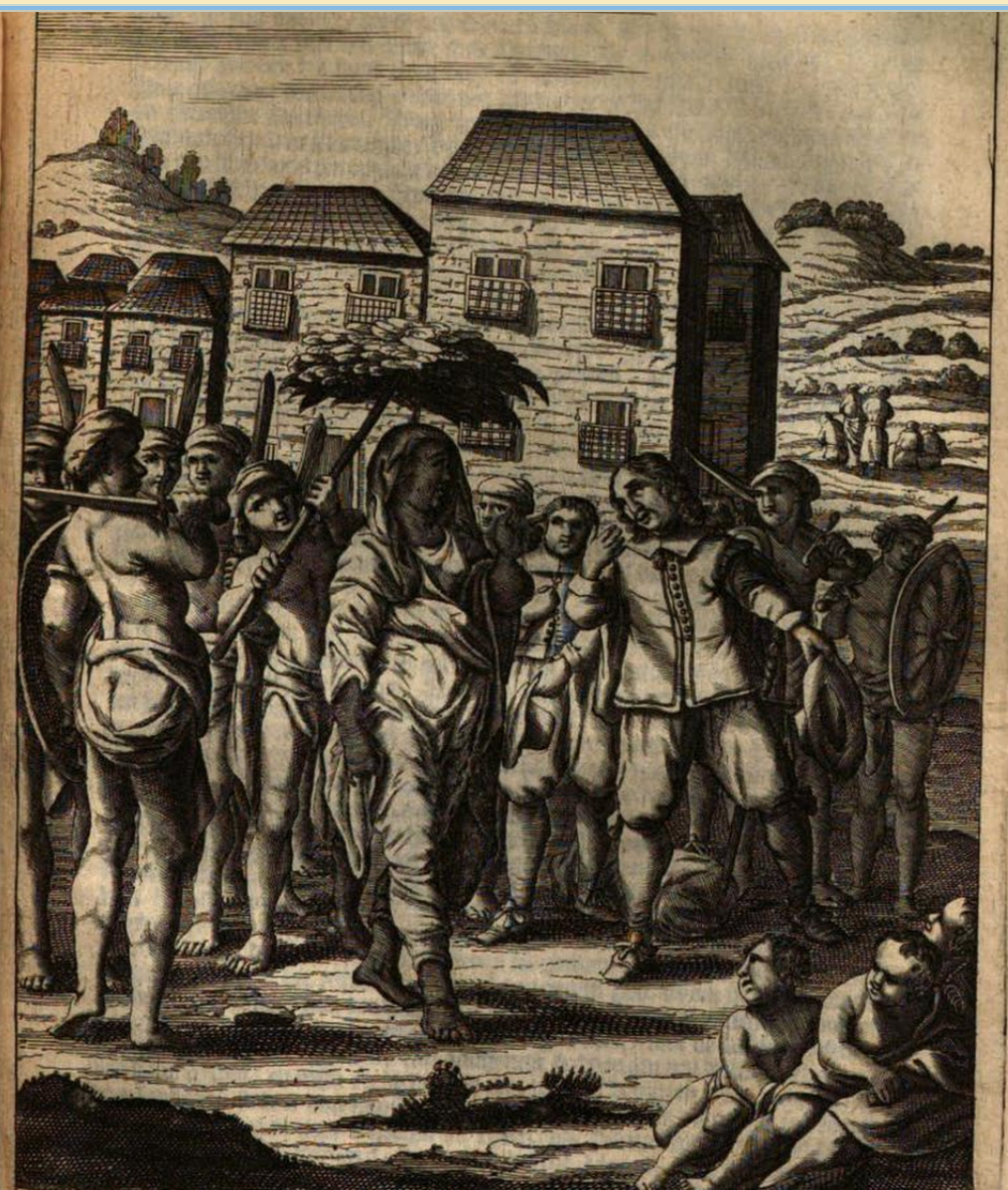
Пьетро делла Валле и королева Олалла

Пьетро посетил и описал Мангалур, где был принят королевой Уллала, которую звали Абаг-деви-Чантру (Abaq-devi-Ciantru). Пьетро встретился с её сыном, долго расспрашивал его и подарил ему карту мира. Пьетро описал королеву и её сына, матрилинейный порядок наследования в королевстве (как и в соседних), дворец. В Каликуте он посетил правителя и говорил с его племянниками, был в Барселоре. В январе 1625 года отплыл в Маскат и направился в Басру в марте.

### После возвращения

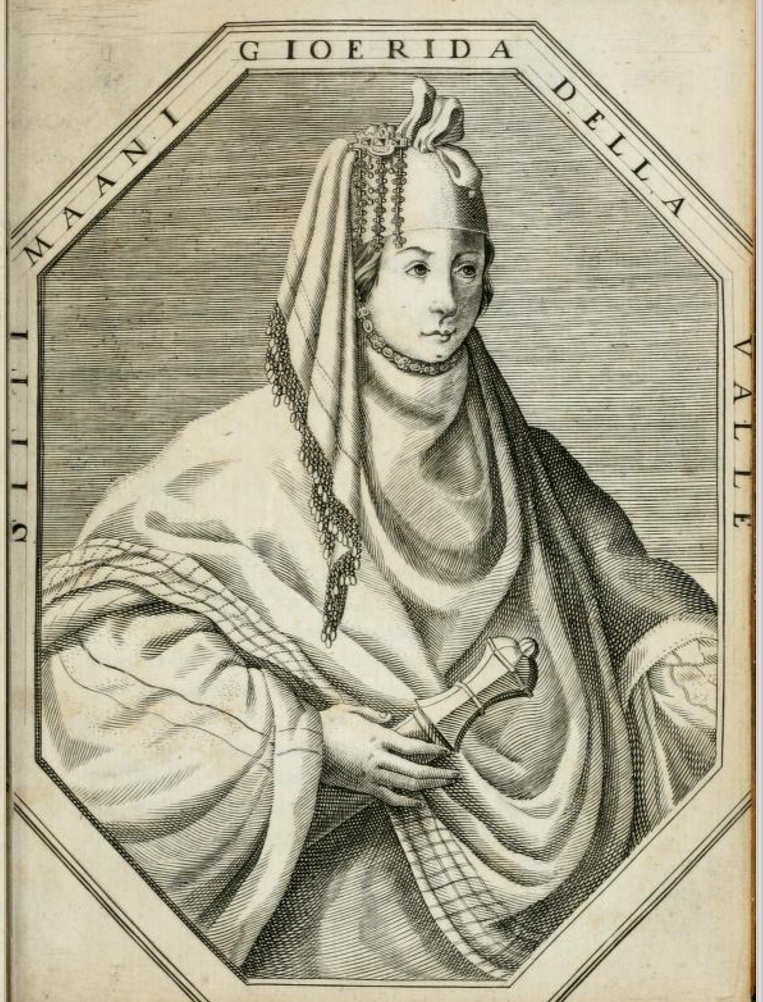
Ситти Маани Джоерида

В мае он начал путь через пустыню в Алеппо, затем сел на французский корабль в Александретте. Он достиг Кипра, вернулся в Неаполь в феврале и добрался до Рима 28 марта 1626 года, спустя почти двенадцать лет после того, как покинул Италию. Там он был встречен с почестями многими — и не только в литературных кругах, но и папой Урбаном VIII, который назначил его «начальником спальни». Пьетро организовал пышные похороны для Маани, тело которой, наконец, нашло пристанище в базилике Санта-Мария-Арачели. Для этих похорон он написал ораторию. Либретто было издано с комментирующим текстом. Специально для этого издания был создан посмертный портрет Ситти Маани, сделанный с её прижизненного изображения, которое Пьетро заказал и отправил своей семье в Рим. В 1629 году по предложению Фабио Колонна Пьетро делла Валла был принят в Академию деи Линчеи. В 1635 году познакомился с Джованни Баттиста Дони, который впоследствии будет публиковать его музыкальные произведения. Жизнь Пьетро после возвращения прошла в Риме, за исключением краткого изгнания за участие в драке в Ватикане в 1636 году. Слуга Урбана VIII оскорблял индуса — слугу Пьетро, Пьетро выхватил меч и проткнул обидчика на месте на глазах папы. После этого эпизода он бежал в Пальяно и провёл своё изгнание между Неаполем и Гаэта до своего прощения в марте 1638 года. Умер в апреле 1652 года и был похоронен рядом с Маани в базилике Санта-Мария-ин-Арачели (по разным сообщениям либо в полу у капеллы Пьеты, либо в капелле св. Бернардина Сиенского).

## Тинатин и Грузия
Особое место в описаниях Пьетро занимает Грузия, которую он не посещал, но получил неоценимые сведения о ней в беседах с грузинами. В Персии христиане пользовались некоторой свободой и имели церкви. Пьетро посещал церковь кармелитов, которые вылечили его после возвращения из Казвина в 1618 году. Эту церковь посещали многие европейцы и христиане, живущие или оказавшиеся ненадолго в Исфахане. К Пьетро обратились за помощью сёстры пленённого в 1616 году епископа Алавердского (Пьетро называет его «митрополит»), которых Пьетро встречал у кармелитов. Сначала женщины жили спокойно в Исфахане, пока Шах-Аббас не стал принуждать их к принятию ислама. Поскольку они отказались, а их брат сбежал, Шах-Аббас разозлился и задержал их, запретив уезжать. Женщины привели к Пьетро и его жене сироту Тинатин, девочку семи лет, и попросили взять к себе, объяснив, что уже не могут обеспечить защиту девочки, тогда как Пьетро находится под покровительством шаха. Отец девочки, по имени или прозвищу Дзиба, погиб в бою во время нашествия Шах-Аббаса, а мать — в 1617 году, уже во время насильственного переселения в Персию. Пьетро и Маани взяли девочку и дали ей имя Мария, Мариучча.

Мученичество Кетеван. Изразцы. Монастырь Да Граса, Лиссабон.

У кармелитов Пьетро встречался с грузинами, проживавшими в Исфахане и Ширазе. От них он узнал о географии и истории этой страны. Он подробно изложил историю Луарсаба II, писал о «грузинском ренегате Моуро» (моурави Георгий Саакадзе), передал сведения о трагедии сыновей Теймураза I. Они были отправлены заложниками к шаху вместе с бабушкой, матерью Теймураза, царицей Кетеван и некоторое время жили свободно. Однажды по приказу Шах-Аббаса обоих мальчиков оскопили — один мальчик умер, а второй сошёл с ума. Кетеван, не знавшую о трагедии и пришедшую для переговоров, пленили. К судьбе Теймураза и его семьи Пьетро возвращался неоднократно по мере получения новых сведений (письма XII, XIII, XVI). Пьетро писал, что он познакомился со священником царицы Кетеван — Георгием. Через Георгия Кетеван передала Пьетро две молитвенные книги, а Пьетро подарил Кетеван латинский требник (Breviario). Мариучча иногда навещала царицу. За это время девочка с помощью Пьетро выучила итальянский язык и была очень полезна при общении Пьетро с её соотечественниками. В 1624 году, когда Пьеро уже покинул Персию, Кетеван была замучена за отказ принять ислам. Августинский священник падре Грегорио Орсино, с которым Пьетро общался в Алеппо и Ширазе, составил об этом донесение в Рим. На пути домой, в Басре, они опять встретились, и падре Орсино поведал Пьетро о подробностях смерти царицы.
Отправившись в Италию, Петро и Маани взяли с собой Мариуччу. В пути Маани и Мариучча заболели. Маани умерла на руках Пьетро и Мариуччи 30 декабря 1621 года. При отплытии в Сурат Мариуччу одели мальчиком, чтобы избежать внимания чиновников порта. В Гоа Мариам-Тинатин пришлось жить у некоей португальской дамы Лены да Кунья, поскольку у Пьетро больше не было жены, а проживание Пьетро с девочкой под одной крышей по правилам португальского общества считалось неприличным. Через некоторое время после возвращения и захоронения тела Маани (1627 год) Пьетро женился на Мариучче, которая к тому моменту достигла допустимого возраста. Поскольку рождение их дочери праздновалось в 1629 году, а в 1618 году Мариучче было 7 лет, то брак был заключён, когда Мариучче было 16 или 17 лет. Она родила Пьетро четырёх сыновей и десять дочерей. По поводу рождения старшей дочери Пьетро устроил празднества и назвал девочку Ромиберия, от слов Рома (Рим) и Иберия (Грузия).

## Личность
Гиббон писал о нём: «Никто из путешественников не знал и не описал Персию лучше Пьетро делла Валле». Сэр Уильям Хеджес (1632—1701) в своих индийских дневниках так охарактеризовал его: «Князь всех таких путешественников (путешествующих ради любопытства) — Пьетро делла Валле, самый ненасытный в любопытстве, самый умный в страхе (опасении), самый полный и самый точный в описании». Жюль Верн написал о нём: «Пьетро делла Балле — первый из плеяды путешественников-туристов, пускавшихся в странствия главным образом из чистого любопытства». Саути говорит о нём как «о прекрасном путешественнике».
Пьетро делла Валле был хорошо образованным человеком, владел латинским и древнегреческим, изучил турецкий, арабский, персидский языки. В своих сочинениях о грамматике показал себя талантливым лингвистом. Хорошо был знаком с мифологией, как античной, так и библейской. Играл на клавесине и сочинял музыкальные произведения, писал стихи. Он был наблюдательным, обладал критическим мышлением, проявил дипломатические способности. Был увлекающимся, сентиментальным человеком, но постоянным в своих пристрастиях и чувствах. Среди его недостатков современники отмечали склонность к пафосности, помпезности, театральности. Пьетро был вспыльчив, что привело в апреле 1636 года к стычке со слугой Барберини.

## Политические проекты
К концу XVI века Османская империя покорила всё восточное Средиземноморье, Балканы, и представляла серьёзную угрозу для стран Центральной и Западной Европы. В течение практически всего XVII века султаны предпринимали завоевательные походы в Европу, совершая набеги на Италию, венецианские владения, Венгрию. Неудивительно, что Пьетро испытывал к османам (туркам) сильную неприязнь. В связи с этим, многолетний враг Османского государства — Сефевидская Персия — рассматривался как естественный союзник, даже несмотря на то, что правители её неоднократно разоряли и покоряли христианские государства Кавказа (см., например, статью Великий сургун). Несмотря на то, что Пьетро долго жил в Персии, знал и тесно общался с грузинами, а его жена была армянка (вторая жена — грузинка), он идеализировал личность шаха Аббаса.
- Если сначала Пьетро ехал в костюме и статусе паломника, то после Иерусалима цели его изменились. Сначала Пьетро хотел воевать на стороне Шаха Аббаса с османами, потом у него возникла идея европейско-персидского союза против турок. Во время пребывания в Персии Пьетро услышал о казаках. По мысли Пьетро, польские казаки могли бы завоевать Трабзон и создать там католическое государство, отвлекая на себя силы Стамбула[62].
- Вторым проектом Пьетро была сирийско-халдейская колония «новый Рим» (nuova Roma) рядом с Исфаханом. Шах Аббас пообещал, что он выделит территорию, куда христианские семьи могли бы приехать жить из османской империи[63].

## Наследие
- В Гоа Пьетро написал Risalah- i Padri Khristafarus Burris Isavi dar tufiq-i jadid dunya — сокращённый перевод на персидский трактата Кристофера Борруса De tribus coelis. В Риме он сделал перевод трактата на итальянский язык:  Notizie sul Gesuita Crisotoforo Borri e su sue «inventioni» da carte finora sconosciute di Pietro della Valle, il Pellegrino[26].
- После возвращения в Рим Пьетро написал «Сообщение о Грузии» (Informazione della Giorgia data alia Papa Urbano VIII, 1626)[64], которое используется как ценный источник сведений по истории Грузии первой четверти XVII века[65].
- Первые персидские кошки были привезены в Европу Пьетро делла Валле[66].

### Письма и записки о путешествии
С самого начала своих путешествий Делла Валле регулярно писал в Неаполь Марио Скипано. Всего было пятьдесят шесть писем (только одно из них потеряно), содержащих более миллиона слов. За два года до своей смерти он опубликовал первый том писем (из Турции и Персии), слегка отредактированный с удалением нескольких личных данных. Второй и третий тома, отредактированные его женой и сыновьями, последовали в 1658 и 1663 годах. Заявленный четвёртый том так и не вышел. Восемнадцать писем Пьетро из Персии представляют собой один из самых подробных источников информации о жизни персов во второй половине правления шаха Аббаса. Положение Пьетро (неофициального посла папы) давало ему возможность общаться с широким кругом лиц. Он оставил описание шаха Аббаса, его двора и структуры его государства.
Как и большинство путешественников XVII века, он давал информацию о праздниках, архитектуре, обычаях мест, в которых он побывал, а также описал продукты питания и напитки, платье, лекарства и специи. В его письмах можно найти много точных деталей о ценах, весах и валюте, ремёслах и мастерских, о производстве и сбыте шёлка. Письма и записки Пьетро хранятся сейчас в библиотеке Ватикана (Bibl. apost. Vaticana, cod. Ottob. lat. 3382).

### Словари
Он составил словари и описал грамматику изученных им восточных языков. «Грамматика турецкого языка Пьетро Делла Валле, Пилигрима в семи томах» (Grammatica della lingua turca di Pietro Della Valle il Pellegrino, divisa in sette libri) написана в Исфахане в 1620 году.

### Музыка и стихи
- Della musica dell’età nostra che non è punto inferiore, anzi è migliore di quella dell’età passata (1640)[36]
- Trattati di musica[36]
- Note sopra la musica antica e moderna[36]
- Il carro di Fedeltà d’Amore (либретто, 1611)[36]
- La valle rinverdita … Veglia drammatica (либретто, 1629)[36]
- Per la festa della Santissima Purificazione[36]
- Dialogo in musica (партитура)[36]
- Discorso sulla musica dell’età nostra (1640)[36]

## Труды Пьетро делла Валле
- Pietro della Valle. Viaggi di Pietro della Valle, il pellegrino : descritti da lui medesimo in lettere familiari all'erudito suo amico Mario Schipano, divisi in tre parti cioè : La Truchia, La Persia, e l'India, colla vita dell'autore (итал.). — Brighton: G. Gancia, 1843. — Vol. 1.
- Pietro della Valle. Viaggi di Pietro della Valle, il pellegrino : descritti da lui medesimo in lettere familiari all'erudito suo amico Mario Schipano, divisi in tre parti cioè : La Truchia, La Persia, e l'India, colla vita dell'autore (итал.). — Brighton: G. Gancia, 1843. — Vol. 2.
- The travels of Pietro della Valle in India (англ.). — London: Hakluyt Society, 1892. — Vol. 1. — 192 p.
- The travels of Pietro della Valle in India (англ.). — London: Hakluyt Society, 1892. — Vol. 2. — 452 p.
- Rocchi Girolamo, Valle Pietro. Funerale della signora Sitti Maani Gioerida della Valle. Celebrato in Roma l'anno 1627 (итал.). — Roma, 1627. — 170 p.
- Valle Pietro. La valle rinverdita: veglia in raunanza notturna contrattenimento di dramma da rappresentare in musica per la nascita di Romibera : primo e felice parto della illustrissima Signora Maria Tinatin di Ziba (итал.). — Roma: Appresso Pietro Maria Bertano, 1633. — 48 p.
- Valle Pietro. Informazione della Giorgia data alla Papa Urbano VIII l'anno 1627 (итал.) // Thévenot, Melchisédec. — 1666. — P. 1—14.